# Тін Хінан
Тін Хінан (стандартна марокканська берберськаа ⵜⵉⵏⵀⵉⵏⴰⵏ), також Таменокальт (у туарезьких мовах правителька) — цариця туарегів IV століття. Її монументальна гробниця розташована в Сахарі, в Абалессі, регіон Ахаггар в Алжирі.

## Королева Ахаггару

### Легенди
Тін Хінан часом називають «королевою Ахаггару», а туареги — Таменокалт, що перекладається як «королева». Назва буквально означає «жінка з наметів» Це може бути метафорично перекладено як «матір всіх нас».
За переказами, що поширені в регіоні, Тін Хінан була «принцесою-втікачкою», яка жила приблизно в четвертому столітті нашої ери. За історіями, вона, вигнана з північних районів Сахари, та караван її послідовників, майже загинули в пустелі, коли натрапили на зерно в пустельних мурашниках. В інших менш підтверджених легендах, Тін Хінан називають мусульманкою з племені берберів з регіону Брабер, яка прийшла з оази Тафілалет в Атлаських горах в Марокко в супроводі служниці на ім'я Такамат. За цією легендою Тін Хінан мала дочку (або внучка) на ім'я Келла, тоді як у Такамат було дві дочки. Вважається, що ці діти є предками туарегів Ахаггару. Інша версія легенди полягає в тому, що в Тін Хінан було три дочки (які мали тотемічні імена пустельних тварин), які стали предками племені.

### Гробниця Тін Хінан
До початку ХХ століття історія Тін Хінан вже була відома, і багато хто вважав, що це просто легенда чи міф. Проте в 1925 році дослідники виявили її поховання і тим самим довели, що вона була історичною особою.
Гробниця Тіна Хінана розташована неподалік від оази Абалесса, в Алжирі, приблизно за 1550 кілометрів на південь від Алжира, на округлому пагорбі, що здіймається приблизно на 38 метрів над стиком двох ваді. Ця споруда має грушоподібну форму в плані основної осі близько 27 метрів та містить 11 кімнат або майданчиків.
Гробницю Тін Хінан відкрив Байрон Хун де Пророк за підтримки французької армії в 1925 році, а археологи провели більш ретельне розслідування в 1933 році. Там було виявлено скелет жінки (ймовірно, похованої у IV столітті н. е.) на дерев'яному паланкіні в положенні лежачи на спині з головою, повернутою на схід. Поруч із нею були важкі золоті та срібні прикраси, деякі з них прикрашені перлинами. Вона носила 7 срібних браслетів на правому передпліччі і 7 золотих браслетів на лівому. Ще один срібний браслет і золоте кільце помістили разом із тілом. Також були залишки складного намиста із золота та перлин (справжнього та штучного).
Крім того, були знайдені поховальні артефакти. Серед них статуя «Венери», скляний кубок (утрачений під час Другої світової війни), колючі наконечники залізних стріл, залізний ніж та золоту фольгу, на якій був відбиток римської монети Костянтина I, викарбуваної між 308 і 324 роками н. е. Дата IV—V століття н. е. збігається з результатами вуглецеве датуванням дерев'яного ліжка, а також стилем гончарства, гончарного світильника римського типу ІІІ століття та інших меблів для надгробків. Настінні камені написані написами алфавіту тифінаг. Сама гробниця побудована в стилі, поширеному в Сахарі.
Антропологічне дослідження останків вказало на те, що скелет належав високій берберській жінці середніх років. Зараз тіло перебуває в Національному музеї Бардо в Алжирі.